# Ludwig Anschütz
Ludwig Anschütz (Bonn, 4 agosto 1889 – Würzburg, 6 dicembre 1954) è stato un chimico tedesco.
Figlio del chimico tedesco Richard Anschütz, fu allievo di Karl Friedrich von Auwers e professore a Brünn, condusse importanti ricerche sulla chimica organica.
Si occupò in particolare dei composti del fosforo.